# الإقليم الكشفي اليوروآسيوي
الإقليم الكشفي اليوروآسيوي (بالروسية: Региональное Бюро Евразия) هو المكتب الشعبي للمكتب الكشفي العالمي للمنظمة العالمية للحركة الكشفية، (باللغة الروسية Всемирной Организации Скаутского Движения أو ВОСД) ومقرها في كييف، تقع سابقا في غورزوف بالقرب من يالطا ،أوكرانيا، مع مكتب فرعي في موسكو. وقامت جميع الدول الشيوعية سابقا في أوروبا الوسطى والشرقية، وآسيا الوسطى والاتحاد السوفيتي أو النامية الكشافة في أعقاب النهضة في المنطقة. وتشمل هذه معظم الدول وريث للاتحاد السوفيتي، في رابطة الدول المستقلة. كل ثلاث سنوات تقرير 1996-1999 لل/ المنظمة العالمية للاللجنة الكشفية العالمية للحركة الكشفية يدل على أن المنظمة الكشفية العالمية وتسعى بقوة لتنظيم الأنشطة الكشفية في دول الاتحاد السوفيتي السابق، وفقا لرؤيتها الخاصة.

## روابط خارجية
- https://web.archive.org/web/20080905051340/http://www.scout.org/en/around_the_world/eurasia/our_organisation/governance/regional_committee/eurasia_regional_scout_committee